# Isabel Cristina Douglas
Isabel Cristina Douglas (Estocolmo, Suecia, 31 de diciembre de 1940) llamada Su Alteza Real la duquesa en Baviera, es miembro por matrimonio de la casa real de Wittelsbach, la última familia reinante del Reino de Baviera. Por nacimiento pertenece a la dinastía Douglas.

## Primeros años
Nacida en Estocolmo, el 31 de diciembre de 1940, es la hija primogénita del conde Carlos Luis Douglas y de Ottora Maria Haas-Heye y nieta del general y conde Guillermo Archibaldo Douglas. Su bisabuelo materno era Felipe Federico, I Príncipe de Eulenburg y Hertefeld (1847-1921) (amigo de Guillermo II, emperador alemán), cuyo hija menor, Viktoria Ada Astrid Agnes (1886-1967), se casó en 1909 con el profesor Otto Ludwig Haas-Heye, y tuvieron descendencia, incluyendo dos hijas. Isabel Cristina desciende a través de su madre y padre de la nobleza medieval escandinava, que dio algunos gobernantes. Sin embargo, la línea paterna de su padre es escocesa, de la rama sueca-alemana, que descendió a través de dos generaciones remotas del hijo menor de James Douglas, I barón de Dalkeith, antepasado de los condes de Morton (siglo XV]). Todos estos Douglas eran de la rama Morton de la antigua Familia Douglas. 
Su hermana menor, la condesa Dagmar Rosita Astrid Douglas, se casó en 1972 con John Spencer-Churchill, XI duque de Marlborough, pero se divorciaron en 2008. También tiene dos hermanos varones, los condes Gustav Archibald Sigvart y Carl Philipp Morton Douglas.

## Matrimonio y descendencia
Isabel Cristina se casó con el príncipe Max Emanuel de Baviera, duque en Baviera, en una ceremonia civil en Kreuth, el 10 de enero de 1967 y también en una ceremonia religiosa en Múnich, el 24 de enero de 1967.
Tienen cinco hijas:
- Duquesa Sofía Isabel María Gabriela en Baviera (nacida el 28 de octubre de 1967 en Múnich). Se casó con Luis, príncipe heredero de Liechtenstein. Tienen cuatro hijos: 
- Príncipe José Venceslao Maximiliano María de Liechtenstein (nacido el 24 de mayo de 1995 en Londres).
- Princesa María Carolina Isabel Inmaculada de Liechtenstein (nacida el 17 de octubre de 1996 e Grabs, San Galo).
- Príncipe Jorge Antonio Constantino María de Liechtenstein (nacido el 20 de abril de 1999 en Grabs).
- Príncipe Nicolás Sebastián Alejandro María de Liechtenstein (nacido el 6 de diciembre de 2000 en Grabs).

- Duquesa María Carolina Eduvigis Leonor en Baviera (nacida el 23 de junio de 1969 en Múnich), casada en una ceremonia civil en Altshausen y en una ceremonia religiosa el 27 de julio de 1991 en Tegernsee con el duque Felipe de Württemberg (hijo del duque Carlos de Württemberg y de la princesa Diana de Orleáns). Tienen cuatro hijos: 
- Duquesa Sofía Anastasia Asunta María Paulina de Württemberg (nacida el 15 de enero de 1994 en Múnich).
- Duquesa Paulina Felipa Adelaida Elena María de Württemberg (nacida el 15 de abril de 1997 en Londres).
- Duque Carlos Teodoro Felipe María Maximiliano Manuel de Württemberg (nacido el 15 de junio de 1999 en Londres).
- Duquesa Ana Maximiliana Isabel Mariela María de Württemberg (nacida el 1 de febrero de 2007 en Londres.

- Duquesa Elena Eugenia María Donata Matilde en Baviera (nacida el  6 de mayo de 1972 en Múnich). Permanece soltera y se hizo cargo del spa de Kreuth.
- Duquesa Isabel María Cristina Francisca en Baviera (nacida el 4 de octubre de 1973 en Múnich). Se casó con Daniel Terberger (nacido el 1 de junio de 1967), el 25 de septiembre de 2004. Tienen dos hijos: 
- Maximiliano Luis Terberger (nacido el 30 de agosto de 2005 en Bielefeld).
- Ottora Isabel Victoria Lucía Terberger (nacida el 13 de diciembre de 2007).

- Duquesa María Ana Enriqueta Gabriela Julia en Baviera (nacida el 7 de mayo de 1975 en Múnich). Se casó el 8 de septiembre de 2007 con Nicolás Runow (nacido el 3 de julio de 1964), banquero de inversión. Divorciados a principios de 2015. Casada en segundas nupcias con el barón Andrés de Maltzan el 16 de octubre de 2015. Tiene dos hijos de su primer matrimonio: 
- Enrique María Leopoldo Maximiliano Runow (nacido el 3 de mayo de 2010 en Múnich).
- Juan Manuel Felipe María Runow (nacido el 24 de marzo de 2012).

## Distinciones honoríficas

### Distinciones honoríficas extranjeras
- Medalla Conmemorativa del 70 Aniversario del Rey Carlos XVI Gustavo (Reino de Suecia, 30/04/2016).[3]

## Ancestros
|  |                                                  |  |  |  |  |  |  |  |  |  |  |  |  |  |  |  |
|  | 16. Conde Carlos Israel Douglas                  |  |  |  |  |  |  |  |  |  |  |  |  |  |  |  |
|  |                                                  |  |  |  |  |  |  |  |  |  |  |  |  |  |  |  |
|  |                                                  |  |  |  |  |  |  |  |  |  |  |  |  |  |  |  |
|  | 8. Conde Luis Guillermo Douglas                  |  |  |  |  |  |  |  |  |  |  |  |  |  |  |  |
|  |                                                  |  |  |  |  |  |  |  |  |  |  |  |  |  |  |  |
|  |                                                  |  |  |  |  |  |  |  |  |  |  |  |  |  |  |  |
|  | 17. Condesa Luisa de Langenstein y Gondelsheim   |  |  |  |  |  |  |  |  |  |  |  |  |  |  |  |
|  |                                                  |  |  |  |  |  |  |  |  |  |  |  |  |  |  |  |
|  |                                                  |  |  |  |  |  |  |  |  |  |  |  |  |  |  |  |
|  | 4. Conde Guillermo Archibaldo Douglas            |  |  |  |  |  |  |  |  |  |  |  |  |  |  |  |
|  |                                                  |  |  |  |  |  |  |  |  |  |  |  |  |  |  |  |
|  |                                                  |  |  |  |  |  |  |  |  |  |  |  |  |  |  |  |
|  | 18. Conde Alberto Carlos Ehrensvärd              |  |  |  |  |  |  |  |  |  |  |  |  |  |  |  |
|  |                                                  |  |  |  |  |  |  |  |  |  |  |  |  |  |  |  |
|  |                                                  |  |  |  |  |  |  |  |  |  |  |  |  |  |  |  |
|  | 9. Condesa Ana Luisa Ehrensvärd                  |  |  |  |  |  |  |  |  |  |  |  |  |  |  |  |
|  |                                                  |  |  |  |  |  |  |  |  |  |  |  |  |  |  |  |
|  |                                                  |  |  |  |  |  |  |  |  |  |  |  |  |  |  |  |
|  | 19. Ingeborg Hedwig Vogt                         |  |  |  |  |  |  |  |  |  |  |  |  |  |  |  |
|  |                                                  |  |  |  |  |  |  |  |  |  |  |  |  |  |  |  |
|  |                                                  |  |  |  |  |  |  |  |  |  |  |  |  |  |  |  |
|  | 2. Conde Carlos Luis Douglas                     |  |  |  |  |  |  |  |  |  |  |  |  |  |  |  |
|  |                                                  |  |  |  |  |  |  |  |  |  |  |  |  |  |  |  |
|  |                                                  |  |  |  |  |  |  |  |  |  |  |  |  |  |  |  |
|  | 20. Lars Wilhelm Henschen                        |  |  |  |  |  |  |  |  |  |  |  |  |  |  |  |
|  |                                                  |  |  |  |  |  |  |  |  |  |  |  |  |  |  |  |
|  |                                                  |  |  |  |  |  |  |  |  |  |  |  |  |  |  |  |
|  | 10. Prof. Dr. Salomon Eberhard Henschen          |  |  |  |  |  |  |  |  |  |  |  |  |  |  |  |
|  |                                                  |  |  |  |  |  |  |  |  |  |  |  |  |  |  |  |
|  |                                                  |  |  |  |  |  |  |  |  |  |  |  |  |  |  |  |
|  | 21. Augusta Munck af Rosenschöld                 |  |  |  |  |  |  |  |  |  |  |  |  |  |  |  |
|  |                                                  |  |  |  |  |  |  |  |  |  |  |  |  |  |  |  |
|  |                                                  |  |  |  |  |  |  |  |  |  |  |  |  |  |  |  |
|  | 5. Astri Henschen                                |  |  |  |  |  |  |  |  |  |  |  |  |  |  |  |
|  |                                                  |  |  |  |  |  |  |  |  |  |  |  |  |  |  |  |
|  |                                                  |  |  |  |  |  |  |  |  |  |  |  |  |  |  |  |
|  | 22. Anders Sandell                               |  |  |  |  |  |  |  |  |  |  |  |  |  |  |  |
|  |                                                  |  |  |  |  |  |  |  |  |  |  |  |  |  |  |  |
|  |                                                  |  |  |  |  |  |  |  |  |  |  |  |  |  |  |  |
|  | 11. Gerda Maria Sandell                          |  |  |  |  |  |  |  |  |  |  |  |  |  |  |  |
|  |                                                  |  |  |  |  |  |  |  |  |  |  |  |  |  |  |  |
|  |                                                  |  |  |  |  |  |  |  |  |  |  |  |  |  |  |  |
|  | 23. Charlotte Aurora Sjögren                     |  |  |  |  |  |  |  |  |  |  |  |  |  |  |  |
|  |                                                  |  |  |  |  |  |  |  |  |  |  |  |  |  |  |  |
|  |                                                  |  |  |  |  |  |  |  |  |  |  |  |  |  |  |  |
|  | 1. Condesa Isabel Cristina Douglas               |  |  |  |  |  |  |  |  |  |  |  |  |  |  |  |
|  |                                                  |  |  |  |  |  |  |  |  |  |  |  |  |  |  |  |
|  |                                                  |  |  |  |  |  |  |  |  |  |  |  |  |  |  |  |
|  | 24. Ludwig David Haas                            |  |  |  |  |  |  |  |  |  |  |  |  |  |  |  |
|  |                                                  |  |  |  |  |  |  |  |  |  |  |  |  |  |  |  |
|  |                                                  |  |  |  |  |  |  |  |  |  |  |  |  |  |  |  |
|  | 12. Dr. Hermann Julius Haas                      |  |  |  |  |  |  |  |  |  |  |  |  |  |  |  |
|  |                                                  |  |  |  |  |  |  |  |  |  |  |  |  |  |  |  |
|  |                                                  |  |  |  |  |  |  |  |  |  |  |  |  |  |  |  |
|  | 25. Bertha Dreifuss                              |  |  |  |  |  |  |  |  |  |  |  |  |  |  |  |
|  |                                                  |  |  |  |  |  |  |  |  |  |  |  |  |  |  |  |
|  |                                                  |  |  |  |  |  |  |  |  |  |  |  |  |  |  |  |
|  | 6. Prof. Otto Ludwig Haas-Heye                   |  |  |  |  |  |  |  |  |  |  |  |  |  |  |  |
|  |                                                  |  |  |  |  |  |  |  |  |  |  |  |  |  |  |  |
|  |                                                  |  |  |  |  |  |  |  |  |  |  |  |  |  |  |  |
|  | 26. Gottlieb Heye                                |  |  |  |  |  |  |  |  |  |  |  |  |  |  |  |
|  |                                                  |  |  |  |  |  |  |  |  |  |  |  |  |  |  |  |
|  |                                                  |  |  |  |  |  |  |  |  |  |  |  |  |  |  |  |
|  | 13. Hermanna Heye                                |  |  |  |  |  |  |  |  |  |  |  |  |  |  |  |
|  |                                                  |  |  |  |  |  |  |  |  |  |  |  |  |  |  |  |
|  |                                                  |  |  |  |  |  |  |  |  |  |  |  |  |  |  |  |
|  | 27. Elisabeth Schimmelbusch                      |  |  |  |  |  |  |  |  |  |  |  |  |  |  |  |
|  |                                                  |  |  |  |  |  |  |  |  |  |  |  |  |  |  |  |
|  |                                                  |  |  |  |  |  |  |  |  |  |  |  |  |  |  |  |
|  | 3. Ottora Maria Haas-Heye                        |  |  |  |  |  |  |  |  |  |  |  |  |  |  |  |
|  |                                                  |  |  |  |  |  |  |  |  |  |  |  |  |  |  |  |
|  |                                                  |  |  |  |  |  |  |  |  |  |  |  |  |  |  |  |
|  | 28. Conde Felipe de Eulenburg                    |  |  |  |  |  |  |  |  |  |  |  |  |  |  |  |
|  |                                                  |  |  |  |  |  |  |  |  |  |  |  |  |  |  |  |
|  |                                                  |  |  |  |  |  |  |  |  |  |  |  |  |  |  |  |
|  | 14. Felipe, I Príncipe de Eulenburg y Hertefeld  |  |  |  |  |  |  |  |  |  |  |  |  |  |  |  |
|  |                                                  |  |  |  |  |  |  |  |  |  |  |  |  |  |  |  |
|  |                                                  |  |  |  |  |  |  |  |  |  |  |  |  |  |  |  |
|  | 29. Condesa Alejandrina de Rothkirch y Panthen   |  |  |  |  |  |  |  |  |  |  |  |  |  |  |  |
|  |                                                  |  |  |  |  |  |  |  |  |  |  |  |  |  |  |  |
|  |                                                  |  |  |  |  |  |  |  |  |  |  |  |  |  |  |  |
|  | 7. Condesa Victoria Ada de Eulenburg y Hertefeld |  |  |  |  |  |  |  |  |  |  |  |  |  |  |  |
|  |                                                  |  |  |  |  |  |  |  |  |  |  |  |  |  |  |  |
|  |                                                  |  |  |  |  |  |  |  |  |  |  |  |  |  |  |  |
|  | 30. Conde Samuel Augusto Sandels                 |  |  |  |  |  |  |  |  |  |  |  |  |  |  |  |
|  |                                                  |  |  |  |  |  |  |  |  |  |  |  |  |  |  |  |
|  |                                                  |  |  |  |  |  |  |  |  |  |  |  |  |  |  |  |
|  | 15. Augusta Sandels                              |  |  |  |  |  |  |  |  |  |  |  |  |  |  |  |
|  |                                                  |  |  |  |  |  |  |  |  |  |  |  |  |  |  |  |
|  |                                                  |  |  |  |  |  |  |  |  |  |  |  |  |  |  |  |
|  | 31. Hedvig Henrietta Tersmeden                   |  |  |  |  |  |  |  |  |  |  |  |  |  |  |  |
|  |                                                  |  |  |  |  |  |  |  |  |  |  |  |  |  |  |  |
|  |                                                  |  |  |  |  |  |  |  |  |  |  |  |  |  |  |  |